# Rosenturm (München)

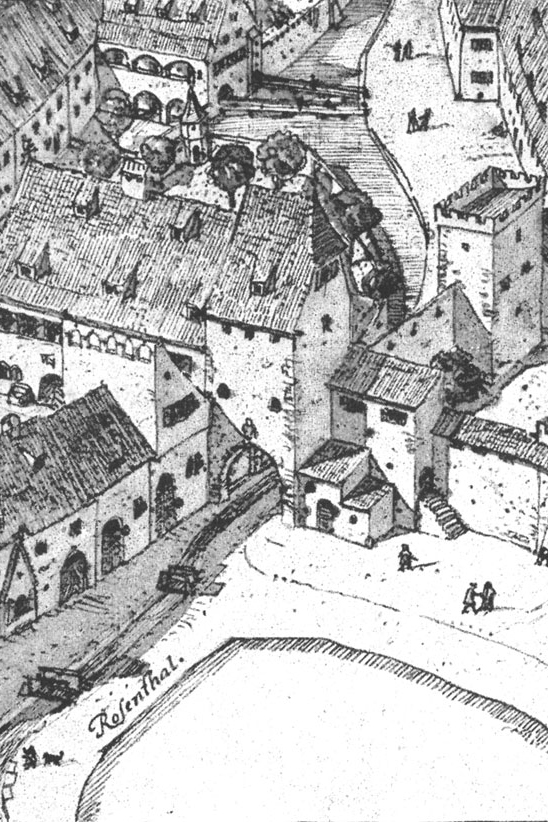
Der Rosenturm

Der Rosenturm, ursprünglich Drächseltor genannt, war ein Torturm der Stadtbefestigung des mittelalterlichen Münchens.

## Lage
Der Rosenturm lag im Angerviertel im Osten der Münchner Altstadt etwa 100 m nordöstlich des Einlasstors. Das entspricht heute ungefähr der Stelle, an der das Rosental in den Viktualienmarkt mündet.

## Geschichte
Der Torturm wurde vermutlich bereits während der ersten Stadterweiterung in der ersten Hälfte des 13. Jahrhunderts errichtet. Er bot von Süden aus einen Zugang zu dem 1208 errichteten Heilig-Geist-Spital und dem im Osten vor der ersten Stadtmauer liegenden Bereich, in den sich die Stadt unter Herzog Ludwig I. ausgedehnt hatte.
Die zweite Stadtmauer schloss an eine Seite des Torturms an und machte dort einen Knick von Osten nach Süden. Der Rosenturm stand nun zwischen der zweiten Stadtmauer und den Häusern, die entlang dem Stadtgraben der ersten Mauer erbaut worden waren. Er diente daher nicht mehr als Stadttor, sondern als Zugang vom Anger zu dem Heilig-Geist-Spital. Die Funktion des Stadttor übernahm das benachbarte Einlasstor.
Erwähnt wurde der Torturm erstmals 1319 als "porta Dornatoris", 1315 wurde ein "Marquardus Tornator" als Schlüsselverwalter (custos) eines Tors bei seinem Haus genannt. Dieser Marquardus Tornator war Marquard Drächsel, der erste namentlich bekannte Stadtkämmerer Münchens und Kanzler des Kaisers Ludwig der Bayer. Nach ihm wurde das Tor also Drächseltor genannt. Das Haus bei dem Tor (Rinderplatz 4 mit Hinterhaus Rosental 7) kam über eine Tochter Marquards durch Erbschaft in den Besitz der Familie Schrenck, daher wurde der Turm 1361 und 1371 als "Turm beim Schrenck" genannt. Auch in Folge wurde der Turm öfters nach dem Besitzer des angrenzenden Hauses bezeichnet, so z. B. 1408 als "Turm hinter dem Rudolf". Zu dieser Zeit benutzte die Stadt den Turm zum Lagern von Waffen.
1537 und 1538 wurde der Turm dann erstmals als "Rosenthurn" bezeichnet, 1545 als "Turm im Roßnthal". Das deutet darauf hin, dass der Turm diesen Namen von der zu ihm führenden Straße erhalten hat, die schon 1410 als Rosental bezeichnet wird.
1596 wurde das Nachbarhaus des Turms von Herzog Ferdinand erworben, der die Stadt bat, ihm den Turm zu überlassen und das mittlerweile dort gelagerte Pulver anderswo unterzubringen. 1609 erwarb die Stadt das Haus und damit wahrscheinlich auch wieder den Turm.
1666 kam das Haus an die Familie Toerring-Seefeld, 1695 wurde der Turm an Maximilian Cajetan von Toerring-Seefeld verkauft. Dieser ließ den Turm etwa 1712–1716 abreißen und an seiner Stelle ab 1720 einen mit seinem Palais verbundenen Bogen errichten, der nach seinem Erbauer „Seefeldbogen“ genannt wurde. Dieser Bogen wurde 1825/26 im Rahmen der Schleifung der Stadtmauern abgerissen.